# 靳
靳（きん）は、漢姓のひとつ。『百家姓』では212番目の名字である。2020年の中華人民共和国の統計では人数順の上位100姓に入っておらず、河南省・河北省・山東省・山西省などに多い。台湾の2018年の統計では229番目に多い姓で、1,390人がいる。

## 著名な人物
- 靳準 - 五胡十六国時代の漢（前趙）の政治家・外戚。
- 靳雲鵬 - 清末・中華民国の軍人・政治家。
- 靳東 - 中華人民共和国の俳優。